# Гречиха посевная
Гречи́ха посевна́я (гречи́ха съедо́бная, гречи́ха обыкнове́нная, разг. гре́ча, уменьш. гре́чка, от греч. γραικός; лат. Fagopýrum esculéntum) — вид травянистых растений рода Гречиха (Fagopyrum) семейства Гречишные (Polygonaceae), хлебное и медоносное растение.
Крупяная хлебная культура, относящаяся к псевдозерновым: семена идут в пищу человека и отчасти на корм животных. Также их охотно поедают певчие птицы.

## История
Родиной гречихи является южный Китай, а именно горные области провинции Юньнань у подножья Гималаев. Гречиха введена в культуру более 5 тысяч лет назад, причём одомашнивание происходило в более высокогорных районах, чем в случае с другими зерновыми культурами.
В XV веке до н. э. гречиха проникла в Корею и Японию, затем в страны Средней Азии, Ближнего Востока, на Кавказ. Во многих странах Европы появилась, видимо, при татаро-монгольском нашествии, так как её ещё называют «татарским» растением, «татаркой». К XIV веку культура достигла Польши, к XV веку — Германии, к XVI веку — Северной Италии, к XVII веку — Швейцарии. В Бретани «чёрное зерно» (фр. blé noir) стало одним из основных продуктов питания. Позднее возникла легенда о том, что любовь к гречке бретонцам привила их последняя правительница в XVI веке. В Нормандии гречиху называли «стодневным растением», так как урожай получали через три месяца после посева. Гречиха входила в число первых культур, которые возделывали английские колонисты в Северной Америке.
В течение XX века популярность гречихи в США, Канаде и ряде других западных стран уменьшилась. Так, в США площади, занятые гречихой (и в большинстве своём кормовыми сортами), упали с 400 000 га в 1918 до 20 000 га в 1964 году (то есть в 20 раз). Во Франции площадь гречишных полей снизилась с 700 000 га в XIX веке (когда по этому показателю Франция уступала только Российской империи) до 30 000 га. Связано это с тем, что в прошлом гречихой засеивали бедные почвы, где в силу недостатка питательных веществ из злаков могла уродиться только рожь, а с распространением современных удобрений на этих полях стало возможно возделывать пшеницу, кукурузу и ячмень — культуры, более востребованные пищевой промышленностью западных стран. Однако после 1960-х популярность гречихи в западном мире заметно выросла, но она и сейчас сильно отстаёт от стран постсоветского пространства, так в России в 2022 году было произведено 54% мирового урожая гречихи.
В индуизме есть такие праздничные дни (махашиваратри, наваратри, джанмаштами), когда разрешается есть только блюда из гречки. В народном календаре восточных славян есть день, называемый «Акулина-гречишница», приходящийся на 13 июня (26 июня). Название связано со святой Акилиной. Она считалась покровительницей и пособницей урожая гречихи, а день Акулины 13/26 июня — последним сроком сева этой культуры.

## Названия
Во Франции, Бельгии, Португалии и Каталонии  — «сарацинская пшеница», в Италии и самой Греции — «турецким», в Эстония — «татарским», а в Германии — попросту «языческим» зерном (Heidenkorn).
«Гречневой» крупу стали называть славяне северного ареала, потому что к ним она попала из Византии. По другой версии, эту культуру первоначально возделывали преимущественно греческие монахи при монастырях.
В некоторых германоязычных странах гречу называют «буковой пшеницей» (Buchweizen) из-за сходства семян с орешками бука. Отсюда латинское название рода Fagopyrum — «орешек букоподобный».

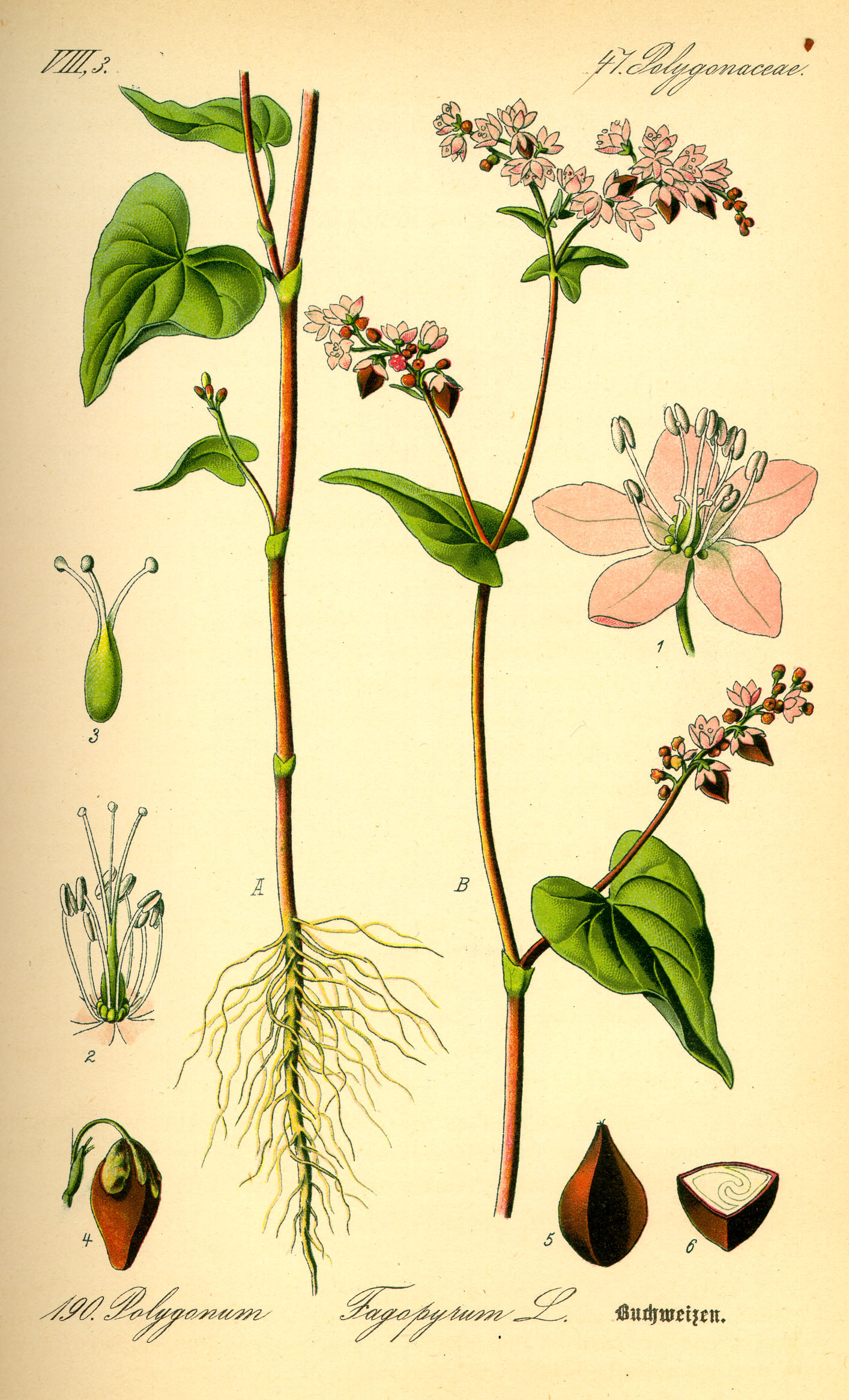
Гречиха посевная.

## Ботаническое описание
Цветки, собранные в рыхлые соцветия, имеют белую или розовую окраску. Они появляются в июле и привлекают пчёл.
Формула цветка: {\displaystyle \ast P_{5}\;A_{5+3}\;G_{({\underline {3}})}}.
После того как растения отцветут, на них завязываются мелкие треугольные семена, созревающие в сентябре-октябре. Они имеют трёхгранную форму, светло-зелёный цвет и размеры от 5 до 7 мм в длину и 3—6 мм в толщину. Плод гречихи — трёхгранный орешек. Плоды созревают очень неравномерно, нижние, созревшие, легко обламываются и осыпаются, тогда как верхушка бывает ещё покрыта цветками.
Гречиха — поздняя культура. В России сбор урожая начинается в конце августа — начале сентября.

## Экология
В результате наблюдений 1990—2000 годов, полученных в условиях Орловской области, на полях гречихи зафиксировано около ста видов насекомых, имеющих связь с цветками. Супер доминантным опылителем оказалась медоносная пчела. Она появляется на гречишном поле вместе с первыми раскрывшимся цветками. Массовый лёт пчёл совпадает с пиком цветения. Представители группы доминантных опылителей: божьи коровки, мухи-журчалки со львинками. Максимальный показатель доминирования среди других многочисленных групп превышает 7 %. Видимым разнообразием (15 видов) выделяются группы диких пчелиных, группы сирфид и львинок; отмечено 10 видов шмелей и 6 видов божьих коровок.

### Вредители
В 1970 году учёными Польши было установлено, что мыши-полёвки не обитают на посевах гречихи и не способны существенно вредить им (так как питание этих грызунов зелёными частями растений гречихи вызывает их отравление кумариновыми соединениями).
Грибок Phytophthora omnivora изредка губит всходы.
Из насекомых поедают: стебли и листья — гусеница пшеничной совки (Agrotis Tritici L.), листья — гусеница бабочки Hadena atriplicis L. и корни — майский жук.
Из нематод микроскопическая ржаная угрица (Tylenchus devastator Kühn), проникая внутрь стебля, задерживает развитие всего растения, в особенности соцветий, и служит причиной болезни.

## Химический состав
Гречиха содержит много магния и железа, а также кальций, калий, фосфор, йод, цинк, фтор, молибден, кобальт, а также витамины В1, В2, В9 (фолиевую кислоту), PP, витамин E. Цветущая надземная часть гречихи содержит рутин, фагопирин, прокатехиновую, галловую, хлорогеновую и кофейную кислоты; семена — крахмал, белок, сахар, жирное масло, органические кислоты (малеиновая, меноленовая, щавелевая, яблочная и лимонная), рибофлавин, тиамин, фосфор, железо. По содержанию лизина и метионина белки гречихи превосходят все крупяные культуры; для него характерна высокая усваиваемость — до 78 %.
Углеводов в гречихе, как и в других крупах (перловой, пшене), около 60 %; имеющиеся углеводы долго усваиваются организмом, благодаря чему после приёма пищи из гречки можно чувствовать себя сытым длительное время. При долгом хранении гречневая крупа не прогоркает, как другие крупы, и не плесневеет при повышенной влажности.

## Значение и применение

### В пчеловодстве

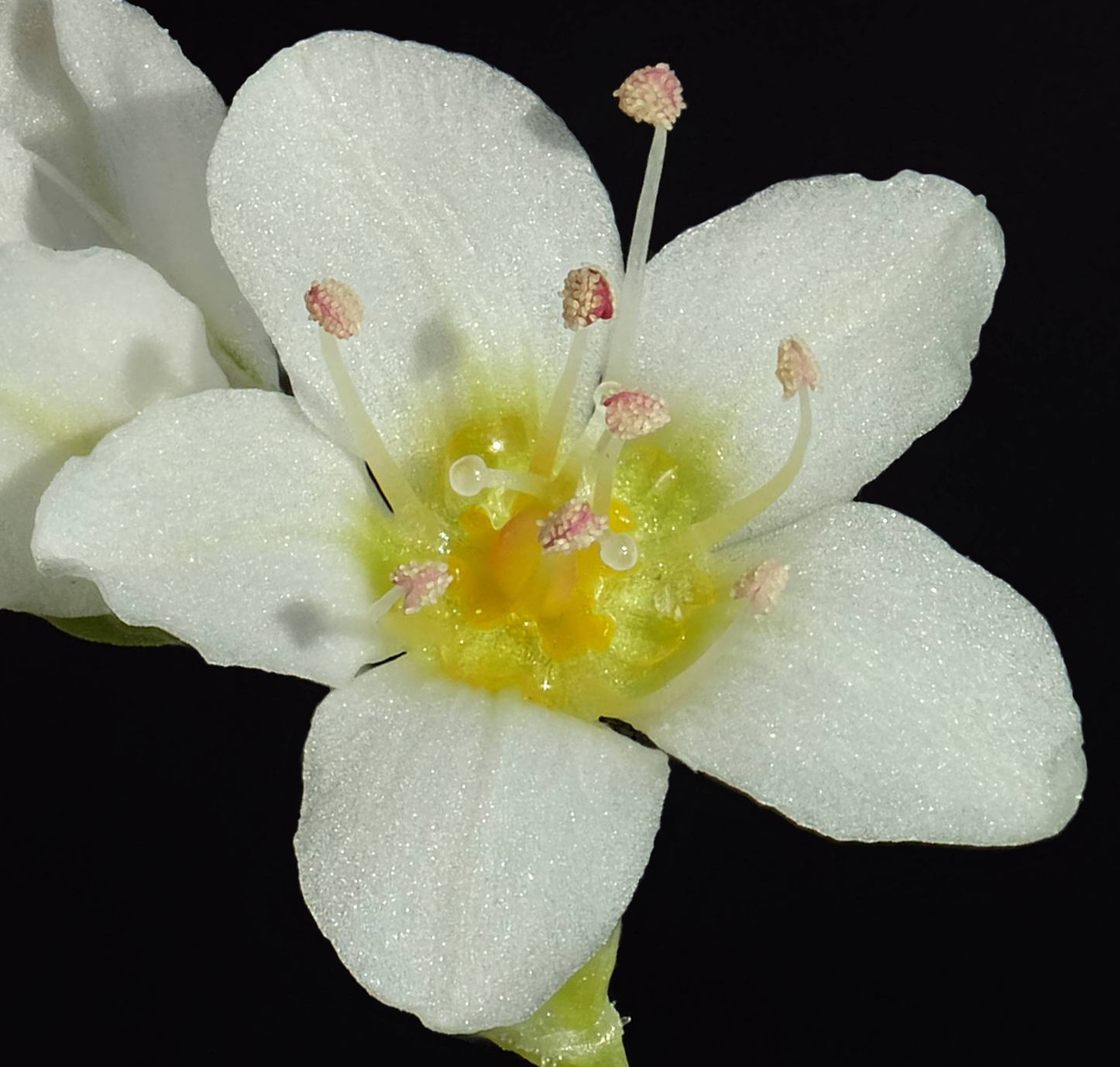
Коричневатые нектарники и зеленоватый нектар в цветке гречихи

Гречиха — главнейший медонос для многих районов России с лёгкой супесчаной почвой. Кормовая база пчеловодства и производство мёда там во многом зависит от состояния гречихосеяния. В благоприятные годы с 1 гектара посевов в районах с нормальным увлажнением получают до 80 кг мёда (в засушливых районах медосбор с гречихи крайне неустойчив). Как перекрёстно опыляемое, в основном энтомофильное растение (опыляемое насекомыми), гречиха требует на 1 га не менее 2—2,5 пчёлосемей, которые к тому же обеспечивают до 70 % производства семян.
Цветки гречихи дают много нектара и зеленовато-жёлтой пыльцы. Обильное нектаровыделение наблюдается при тёплой и влажной погоде в первой половине дня (в жаркую и засушливую погоду взяток нектара пчёлы прекращают). Гречишный мёд — тёмный, коричневый с красноватым оттенком, ароматный, пряный.

### Употребление в пищу

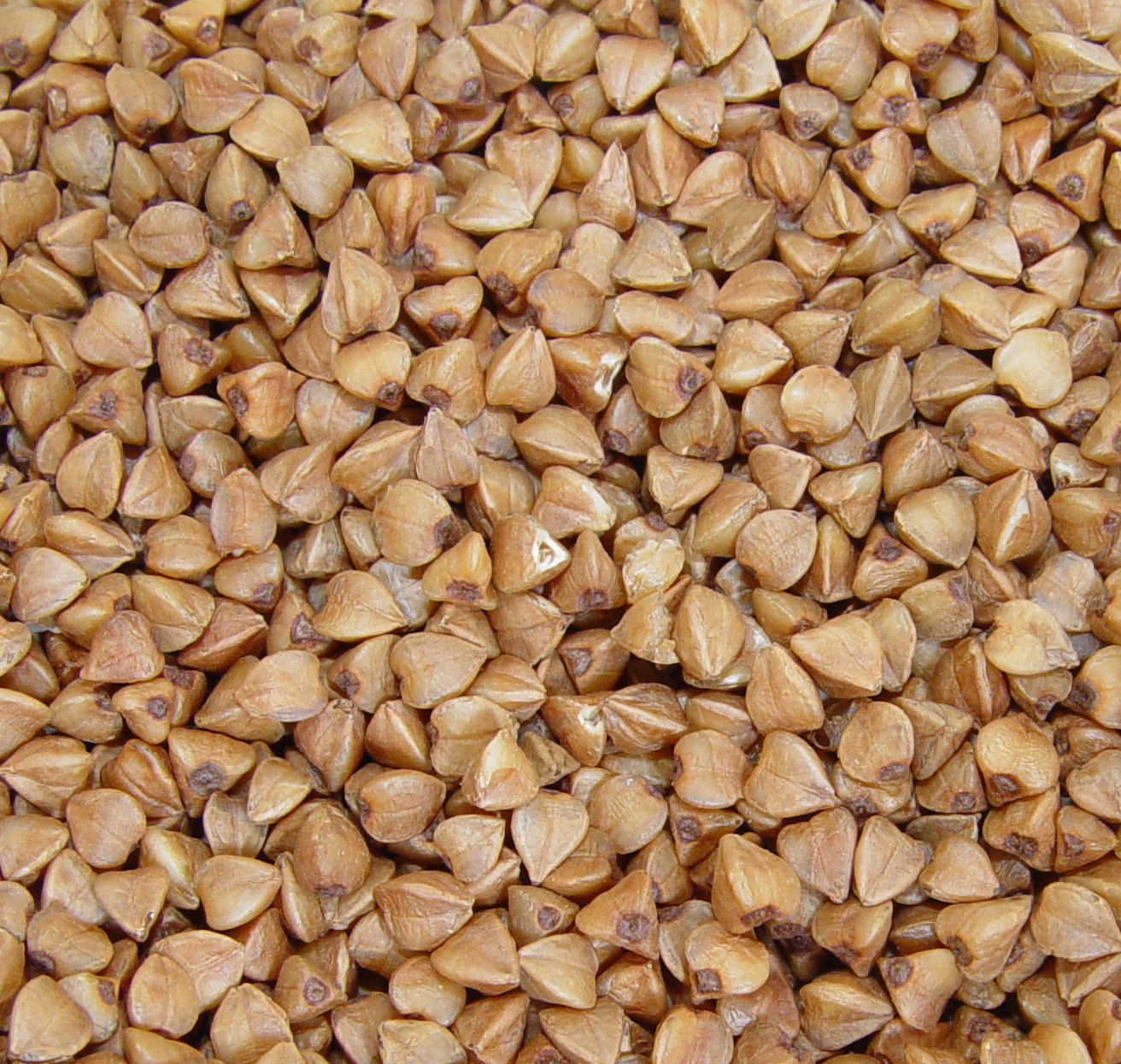
Гречневая жареная крупа-ядрица

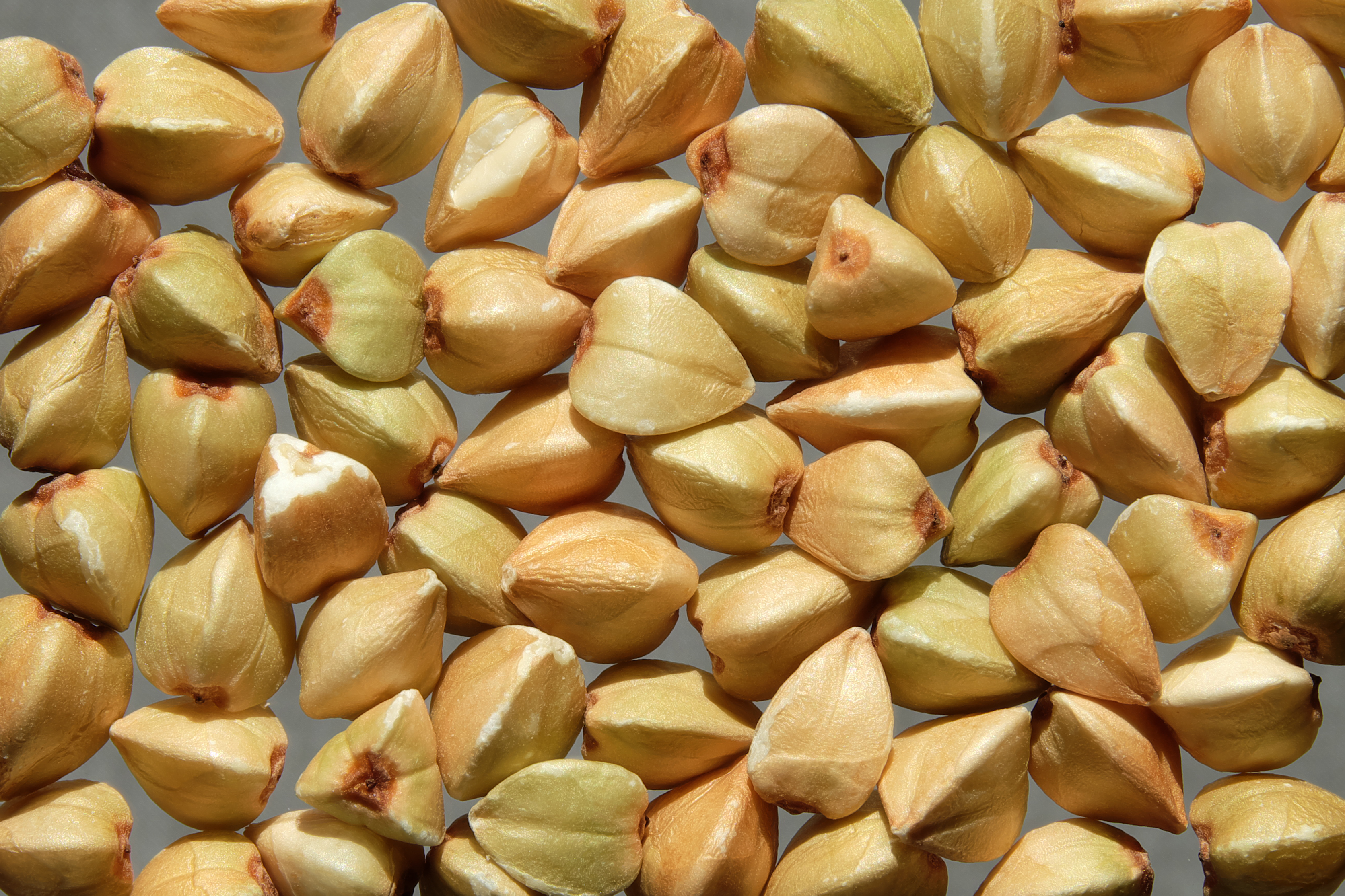
Гречневая непрожаренная крупа (зелёная гречка)

Плоды гречихи — распространённый пищевой продукт. Известно несколько разновидностей крупы: ядрица — цельное зерно, крупный и мелкий продел — колотые зёрна, смоленская крупа — дроблёная ядрица. Крупа, поступающая в продажу, прошедшая гидро- и термообработку (от чёрного до светло-коричневого цвета), используется для приготовления гречневых каш, запеканок, пудингов, котлет, супов, также на Востоке популярен гречневый чай. Зерно гречихи мелют на муку, но из-за отсутствия клейковины она непригодна для выпечки хлеба без добавления обычной муки. Её используют для блинов, оладий, лепёшек, галушек.
Из смеси гречневой и пшеничной (или другой) муки получают лапшу, макаронные изделия, которые традиционны для японской (соба) и альпийской итальянской (пиццокери) кухонь. Во Франции традиционные бретонские блинчики делаются из гречишной муки. Традиционным блюдом восточноевропейских евреев является «каша варнишкес» — гречневая каша, смешанная с вермишелью. Греча широко используется в качестве гарнира в странах бывшего СССР (в виде каши) и крайне мало в западноевропейских странах, за исключением вышеупомянутых примеров. В последние годы некоторое увеличение потребления продуктов из гречневой крупы на Западе связано с использованием её в диетических целях.
Непрожаренная крупа (зелёно-травянистого цвета), известная как «зелёная гречка», считается диетическим и «здоровым» продуктом, причём стоит существенно (примерно в два раза) дороже обычной, обработанной гречки. Из неё также делают каши и другие блюда. В Китае нежареные зёрна гречневой крупы используются для приготовления чая, который, как принято считать, позволяет снизить артериальное давление.
Гречневая крупа и мука долго хранятся и весьма подходят для хранения на армейских складах, поскольку входящие в их состав жиры стойки к окислению.

### Использование в борьбе с вредителями
В Новой Зеландии гречиха изучается в качестве источника пыльцы и нектара, чтобы увеличить число хищных насекомых ради биологического контроля вредителей.

### Применение в медицине
Верхушки цветущих растений служат сырьём для получения рутина, используемого в медицинской практике для лечения заболеваний, сопровождающихся повышенной проницаемостью и ломкостью кровеносных капилляров. Рутина и фагопирина много в цветках и верхних молодых листочках гречихи, отвар или настой из которых показан при геморрагическом диатезе, гипертонической болезни, кори, скарлатине, атеросклерозе, лучевой болезни и других серьёзных нарушениях здоровья. Гречка используется при варикозном расширении вен, геморрое, ревматических заболеваниях, артритах и как профилактика склероза. Высокое содержание лецитина обусловливает её применение при заболеваниях печени, сосудистой и нервной систем. Способна поднимать уровень дофамина (нейрогормон, влияющий на двигательную активность и мотивацию).
В народной медицине отвар растения рекомендуют при простуде, а также как отхаркивающее при сухом кашле. Для лечебных целей используют цветки и листья, заготавливаемые в июне-июле, а также семена гречихи, по мере созревания. В старинных руководствах гречневую кашу рекомендовали при большой потере крови, простуде. Гречиха богата фолиевой кислотой, которая стимулирует кроветворение, повышает устойчивость организма к воздействию ионизирующего излучения и других неблагоприятных факторов внешней среды. Содержащиеся в ней значительные количества калия и железа препятствуют усвоению их радиоактивных изотопов. Для диабетиков эта крупа заменяет потребление картофеля и хлеба.
Припарки и мази из гречневой муки применяют при кожных заболеваниях (фурункулах, экземе). Свежие листья прикладывают к ранам и нарывам. Муку и измельчённые в порошок листья используют в качестве присыпок у детей.
Гречишный мёд используется при малокровии, атеросклерозе, сердечно-сосудистых, желудочно-кишечных и кожных заболеваниях.

## Производство

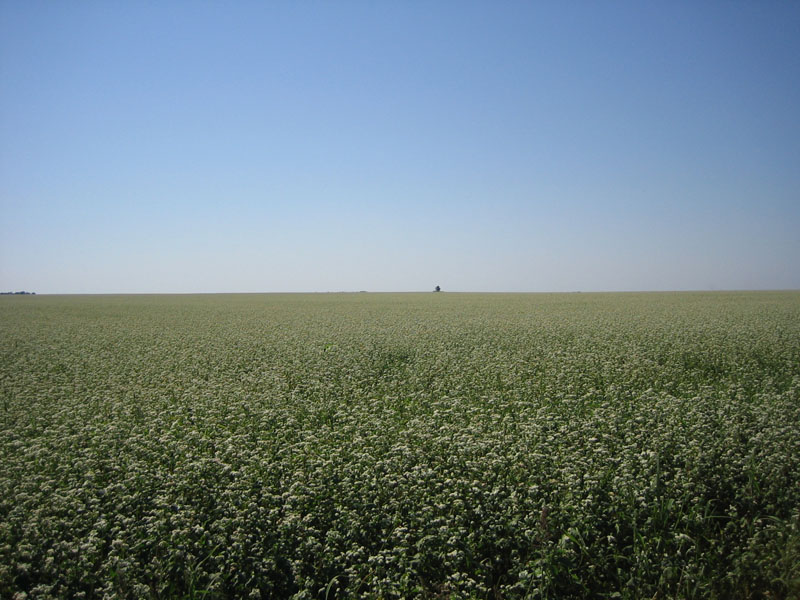
Гречишное поле в Волгоградской области

Уже в конце 1930-х годов российский и советский биолог В. В. Сахаров начал исследования по изучению полиплоидов с помощью колхицина на гречихе посевной. В результате было обнаружено явление особой физиологической защищённости полиплоидов к действию мутагенов. В дальнейшем сорт Сахарова пошёл в производство.
На сей день Россия является крупнейшим производителем гречихи в мире. Россельхозцентр показал рейтинг ТОП-10 сортов зерновых культур по объёмам высева в 2020 году в России, сравнительно для 2020 и 2021 годов. В 2020 году ТОП-5 регионов по валовому сбору: Алтайский край, Орловская область, Башкортостан, Новосибирская и Кемеровская области. По урожайности с отрывом лидировали Забайкальский край 28,2 ц/га и Чувашская республика 18,6 ц/га, при средней урожайности 10,9 ц/га (+9 % к 2019). Валовый сбор (в весе после доработки) составил 892,2 тысяч тонн (+13,6 %).
В 2021 году выращивание гречихи ведётся в 49 субъектах России. К регионам-лидерам, на которые приходится порядка 75 % валового сбора, относятся Алтайский край, Республика Башкортостан, Курская, Воронежская и Орловская области. В этом году посевные площади под культурой были увеличены на 12,1 % — до 975,9 тысяч га, что позволило получить стабильный урожай даже в условиях неблагоприятных погодных факторов.
Производство гречихи в России полностью покрывает потребности внутреннего рынка. К 17 ноября было собрано 1,037 млн тонн гречихи.
В 2022 году посевные площади под гречихой были увеличены еще на 15,1 %, с 975,9 тысяч га до 1,1 млн га. На 26.10.2022 собрано 1,2 млн тонн гречихи, уже превысив итоговый показатель валового сбора в 2021 году (1,1 млн тонн). Урожайность увеличилась на 14 % и составила в среднем по стране 11,3 ц/га.
Урожайность гречихи в России около 8—10 центнеров с гектара, что ниже, чем, например, пшеницы, почти в два раза. Максимальная урожайность составляет 30 ц/га (3 т/га или 300 т/км²). Так, в базе FAO приведена статистика для России:
Выход (ц/га*1000)
|         | 2001  | 2002  | 2003  | 2004  | 2005  | 2006  | 2007  | 2008  | 2013  | 2016  |
| Гречиха | 5424  | 5419  | 8188  | 7490  | 7265  | 8072  | 8417  | 9168  | 9250  | 10576 |
| Пшеница | 20576 | 20675 | 17047 | 19813 | 19324 | 19491 | 21007 | 24459 | 22288 | 26835 |

| Россия / СССР | 817  | 871  | 597  | 998  | 606  | 865  | 1004 | 924  | 564  | 339  | 834  | 1186 | 1222 |
| Китай         | 1700 | 2150 | 2200 | 1950 | 750  | 500  | 650  | 600  | 570  | 590  | 733  | 404  | 506  |
| Украина       | —    | —    | 340  | 481  | 275  | 229  | 217  | 241  | 189  | 134  | 179  | 176  | 148  |
| Казахстан     | —    | —    | 53   | 29   | 44   | 59   | 81   | 68   | 62   | 27   | 83   | 90   | 90   |
| США           | 9    | 45   | 82   | 65   | 70   | 66   | 68   | 83   | 86   | 83   | 81   | 75   | 85   |
| Бразилия      | 6    | 27   | 50   | 46   | 50   | 51   | 52   | 60   | 53   | 57   | 62   | 63   | 64   |
| Япония        | 30   | 16   | 21   | 28   | 31   | 33   | 26   | 23   | 15   | 30   | 33   | 29   | 40   |
| Танзания      | н/д  | н/д  | н/д  | н/д  | 4    | 4    | 5    | 6    | 8    | 8    | 11   | 21   | 28   |
| Беларусь      | —    | —    | 14   | 18   | 7    | 5    | 13   | 18   | 19   | 18   | 30   | 13   | 18   |
| Франция       | 34   | 7    | 16   | 37   | 124  | 87   | 117  | 98   | 114  | 126  | 155  | 122  | —    |
| Польша        | 47   | 99   | 45   | 73   | 72   | 54   | 84   | 69   | 81   | 74   | 91   | 119  | —    |
| Литва         | —    | —    | 0,6  | 15   | 16   | 9    | 21   | 21   | 15   | 14   | 28   | 50   | —    |
| Латвия        | —    | —    | 0,04 | 6    | 10   | 7    | 11   | 7    | 5    | 6    | 11   | 19   | —    |
| Весь мир      | 2695 | 3260 | 3471 | 3778 | 2078 | 1993 | 2369 | 2181 | 1794 | 1518 | 2547 | 2396 |      |

## Сорта
- Зеленоцветковая гречиха